# Urbania lophopterella
Urbania lophopterella är en fjärilsart som beskrevs av George Francis Hampson 1901. Urbania lophopterella ingår som enda art i släktet Urbania och familjen mott. Inga underarter finns listade i Catalogue of Life.